# Christian Gourcuff
Pour les articles homonymes, voir Gourcuff.
Christian Gourcuff est un footballeur puis entraîneur français, né le 5 avril 1955 à Hanvec dans le département du Finistère. Il évolue au poste de milieu offensif du début des années 1970 à la fin des années 1980 et devient entraîneur joueur à l'âge de vingt-sept ans.
Il est notamment entre 2003 et 2014 l'entraîneur du FC Lorient, qui évolue en Ligue 1, club qu'il a réussi à faire monter en Ligue 1 pour la troisième fois en 2006 après 1998 et 2001. Sélectionneur de la sélection algérienne de 2014 à 2016, il dirige de juillet 2016 à novembre 2017 le Stade rennais. Il est l'entraîneur du FC Nantes d'août 2019 à décembre 2020, sans club depuis le 8 décembre.
Ancien professeur de mathématiques et théoricien du football, il défend une conception du football proche du jeu à la nantaise. Christian Gourcuff est également le père de Yoann Gourcuff, international français.

## Biographie

### Débuts comme joueur
Christian Gourcuff commence le football à Douarnenez au sein du club de quartier Gas d'Ys de Treboul en tant que milieu offensif. Remarqué par Jean Prouff, le directeur technique du Stade rennais, il rejoint ce club à dix-sept ans et remporte avec ses coéquipiers, Pierrick Hiard et Jean-Luc Arribart notamment, la coupe Gambardella en 1973 en battant l'AS Brest aux tirs au but. En 1974, il rejoint le club de l'US Berné, en troisième division, où il retrouve comme entraîneur Jean Prouff. Il poursuit en même temps ses études en mathématiques et intègre Maths Sup à Rennes. Il prépare et obtient son CAPES de mathématiques à l'université de Bretagne occidentale.
En 1978, il rejoint l'En Avant de Guingamp en deuxième division. L'année suivante, le club est proche de disputer les barrages d'accession à la première division, il termine troisième de son groupe, à égalité de points avec le deuxième, le Stade rennais. Il s'engage ensuite au FC Rouen puis en 1981 à la Chaux de Fonds.

### Succès comme entraîneur-joueur
En 1982, il signe comme entraîneur-joueur, à seulement vingt-sept ans, au FC Lorient, qui vient d'accéder à la division d'honneur. En parallèle, il enseigne les mathématiques au lycée Dupuy-de-Lôme de Lorient, puis au lycée d'Auray. Sous sa direction, le club retrouve la seconde division en seulement quatre saisons en développant un jeu offensif inspiré par Jean Prouff et José Arribas. Lors de sa prise de fonction, Christian Gourcuff expose son projet de jeu en déclarant « Le FCL s’efforcera toujours de soigner la manière par respect des joueurs, du public et du football, à l’extérieur comme à domicile. C’est la seule façon de progresser. La recherche du résultat à tout prix c’est la mort du football ». En 1983, le FC Lorient termine premier du groupe Ouest de division d'honneur avec la meilleure attaque et la meilleure défense. L'année suivante, les Lorientais remportent le groupe D de Division 4, puis s'inclinent deux buts à un en finale de ce championnat face à l'INF Vichy. En 1985, le club remporte le groupe Ouest de Division 3 devant les réserves du Stade lavallois et du FC Nantes avec la meilleure attaque du championnat. En phase finale du championnat, le FC Lorient est battu en demi-finale par la réserve de l'AJ Auxerre six buts à zéro. L'année suivante, le club termine seizième de son groupe et redescend en troisième division. Il est cependant élu en fin d'année 1985 meilleur entraîneur de Division 2. À la suite de la relégation, Christian Gourcuff quitte le club et rejoint Le Mans UC, alors en troisième division, toujours comme entraîneur-joueur.
Les débuts à la tête du club manceau sont difficiles, le club est dernier après cinq journées avec un seul point. Christian Gourcuff rajeunit l'équipe qui termine en fin de saison à la seconde place du groupe Ouest devancé seulement par le FC Lorient. L'année suivante, le club termine également second derrière la réserve du FC Nantes mais cette seconde place est synonyme de montée en Division 2. Ce retour en Division 2, dix-sept ans après, se déroule mal. Le club se retrouve rapidement dernier et Christian Gourcuff est démis de ses fonctions en janvier 1989.
Lors de son passage en Sarthe, il a été très proche et en confidence avec Roger Gravé.
Il confiait sans hésiter son fils Yohann Gourcuff, a la femme (Dany) et la fille (Delphine) de Roger.
Il décide alors de tenter l'aventure du soccer et signe un contrat de joueur de deux mois et demi au Supra de Montréal, club évoluant en Ligue canadienne de soccer. Il retourne en France à la rentrée scolaire pour reprendre son poste de professeur de mathématiques et devient également entraîneur-joueur de l'US Pont-L'Abbé, club de Division 4. Le club est rétrogradé en division d'honneur en fin de saison 1991 et il quitte le club.

### Premier retour au FC Lorient

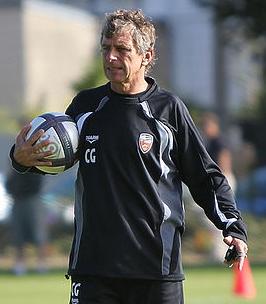
Christian Gourcuff dirigeant un entraînement en 2010.

En 1991, Christian Gourcuff est rappelé à la tête du FC Lorient retombé en Division 3. Il fait remonter le club en Division 2 dès sa première saison au club, mais les Lorientais ne peuvent s'y maintenir. Redescendu en National 1, les Lorientais finissent quatrième. Ils retrouvent la Division 2 l'année suivante en terminant champion de National en 1995.
Le club se stabilise en Division 2 et connaît en 1998 sa première accession en Division 1 en terminant vice-champion. Christian Gourcuff reçoit pour la deuxième fois le titre de meilleur entraîneur de Division 2. Le club redescend aussitôt en terminant seizième du championnat. Christian Gourcuff et le FC Lorient retrouvent la Division 1 deux ans après en terminant de nouveau vice-champion de la Division 2.

### Au Stade rennais puis au Al-Gharafa SC
Courant 2001, il est contacté par Robert Louis-Dreyfus pour entrainer l'Olympique de Marseille, mais après dix ans passés au FC Lorient, il s'engage finalement avec le Stade rennais, autre pensionnaire breton de Division 1 qui veut jouer les premiers rôles en championnat. C'est un échec, le club lutte toute l'année pour éviter la relégation et son projet de jeu est rejeté par des joueurs de l'effectif.
Il est licencié en mai 2002 et rejoint alors le club qatari du Al-Gharafa SC. Il termine avec ce club vice-champion du Qatar et finaliste de la Coupe Crown Prince de Qatar.

### Retour au FC Lorient
Christian Gourcuff fait son retour au FC Lorient, redescendu en Division 2, en 2003. Il reconstruit le club et parvient en fin de saison 2006 à le faire remonter en Division 1. Malgré de nombreux départs chaque année, il conserve sa philosophie de jeu, jeu en mouvement et 4-4-2, et maintient le club en Ligue 1.
Il prolonge son contrat en décembre 2009 jusqu'en 2014. En mars 2013, il est promu au grade de Chevalier de la Légion d’honneur. Après une saison 2013-2014 difficile marquée par des conflits avec son président, en raison du transfert réalisé sans son consentement de Mario Lemina et, avec son adjoint, Sylvain Ripoll, qu'il pense œuvrer contre lui, il quitte le club sur une huitième place en championnat.

### Équipe d'Algérie
Il est officiellement nommé le 19 juillet 2014 comme nouveau sélectionneur de l'équipe d'Algérie, succédant ainsi à Vahid Halilhodžić, et ce à compter du 1er août. Il prend en charge également l'équipe A'. Il déclare alors : « Mon ambition est d'entretenir la dynamique enclenchée au Mondial et tenter de construire un style de jeu à installer dans la durée ». Le 6 septembre, l'équipe dispute, sous ses ordres, son premier match face à l'Éthiopie. Organisée en 4-4-2, le dispositif préféré de Gourcuff, l'Algérie s'impose deux buts à un à l'extérieur, dans cette rencontre entrant dans le cadre des éliminatoires pour la Coupe d'Afrique des nations 2015. Cinq jours plus tard, il dirige son premier match en Algérie pour une nouvelle victoire, un but à zéro, face au Mali, qui permet aux « Fennecs » de prendre la tête de leur groupe de qualification.
La sélection dispute son premier match de Coupe d'Afrique des nations contre l'Afrique du Sud. Les Algériens s'imposent trois buts à un dans un match qu'ils ne maitrisent cependant pas. L'équipe s'incline ensuite un but à zéro face au Ghana, but inscrit à la dernière minute de la rencontre. Victorieux deux buts à zéro face au Sénégal, les « Fennecs » se qualifient pour les quarts de finale. Opposés aux Ivoiriens, les Algériens s'inclinent trois buts à un à ce stade de la compétition. Début avril 2016, par consentement mutuel, il quitte son poste. Nabil Neghiz, puis Milovan Rajevac, lui succèdent,.

### Retour au Stade rennais
Le 10 mai 2016, René Ruello annonce que Christian Gourcuff va succéder à Rolland Courbis au poste d'entraîneur du Stade rennais pour la saison 2016-2017, et donc y faire son retour quatorze ans après avoir été remercié par le club breton. Après une première saison terminée à la neuvième place du championnat, l'équipe commence difficilement la saison 2017-2018 et se retrouve dix-neuvième après quatre rencontres, et après une nouvelle défaite, en octobre face à l'En Avant de Guingamp, René Ruello et Christian Gourcuff voient leur position fragilisée. Les Rennais se reprennent cependant et gagnent quatre rencontres de suite.
Le 7 novembre 2017, quatre jours après la démission de René Ruello et son remplacement par Olivier Létang, il quitte le club, le nouveau président du club souhaitant travailler avec un autre technicien.

### Retour au Al-Gharafa SC
Le 18 mai 2018, il retourne au Qatar pour entrainer Al-Gharafa SC pour une saison.

### FC Nantes
En août 2019, il s'engage avec le FC Nantes où il succède à Vahid Halilhodžić. 
Le 8 décembre 2020, il est limogé du club après une défaite 4-0 à domicile face à Strasbourg,. Il prend alors sa retraite dans le football professionnel et se détache du sport.

### Activités extra-sportives
Il exerce comme consultant auprès de plusieurs média, dont Ouest-France lors de la coupe du monde de football 2010, ou Le Monde lors du championnat d'Europe de football 2008 et de la coupe du monde de football 2014.

## Palmarès

### Carrière de joueur

#### Avec le Stade rennais
- Vainqueur de la Coupe Gambardella en 1973

#### Avec le FC Lorient

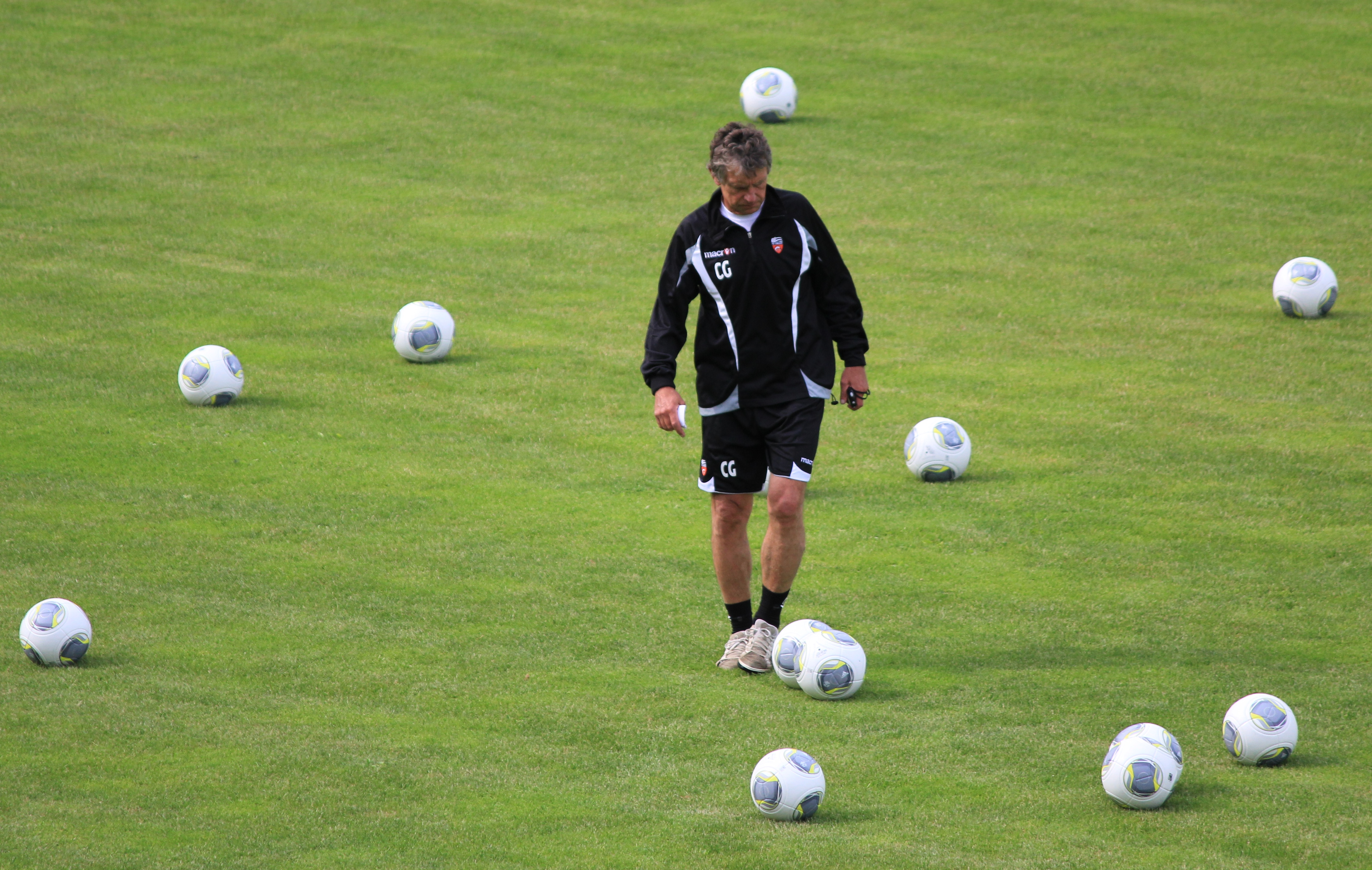
Gourcuff pendant un entrainement en juin 2013.

- Champion de division d'honneur (groupe Ouest) en 1983 (entraîneur-joueur)
- Vice-champion de division 4 (vainqueur du groupe D) en 1984 (entraîneur-joueur)
- Champion de division 3 (groupe Ouest) en 1985 (entraîneur-joueur)

#### Équipe de Bretagne
- 1 sélection (Bretagne-USA, 30 décembre 1988 à Brest)

### Carrière d'entraîneur

#### Avec le FC Lorient
- Champion de division d'honneur (groupe Ouest) en 1983 (entraîneur-joueur)
- Vice-champion de division 4 (vainqueur du groupe D) en 1984 (entraîneur-joueur)
- Champion de division 3 (groupe Ouest) en 1985 (entraîneur-joueur) et 1992
- Champion de National 1 en 1995
- Vice-champion de division 2 en 1998 et 2001
- Entraîneur de l'année de division 2 en 1985, 1997 et 2005

#### Avec Al-Gharafa SC
- Vice-champion du Qatar en 2003
- Finaliste de la Coupe Crown Prince de Qatar en 2003